# Нешперейра (Гімарайнш)
Нешперейра (порт. Nespereira; МФА: [nɨʃ.pɨ.ˈɾɐj.ɾɐ]) — парафія в Португалії, у муніципалітеті Гімарайнш. Розташована в північно-західній частині країни, на теренах історичної португальської провінції Дору-Міню. Входить до складу округу Брага. За адміністративним поділом, чинним до 1976 року, терени парафії були складовою провінції Міню. Належить до Бразької архідіоцезії Католицької церкви. Патрон — свята Евлалія. Площа — 3,6883 км². Населення — 2578 ос. (2011). Сильно урбанізований регіон. Густота населення — 698,97 осіб/км²
. Код — 030832.

## Населення
| Кількість мешканців | Кількість мешканців | Кількість мешканців | Кількість мешканців | Кількість мешканців | Кількість мешканців | Кількість мешканців | Кількість мешканців | Кількість мешканців | Кількість мешканців | Кількість мешканців | Кількість мешканців | Кількість мешканців | Кількість мешканців | Кількість мешканців |
| ------------------- | ------------------- | ------------------- | ------------------- | ------------------- | ------------------- | ------------------- | ------------------- | ------------------- | ------------------- | ------------------- | ------------------- | ------------------- | ------------------- | ------------------- |
| 1864                | 1878                | 1890                | 1900                | 1911                | 1920                | 1930                | 1940                | 1950                | 1960                | 1970                | 1981                | 1991                | 2001                | 2011                |
| 522                 | 506                 | 560                 | 568                 | 629                 | 588                 | 782                 | 965                 | 1 119               | 1 495               | 1 558               | 1 962               | 2 691               | 2 862               | 2 578               |